# Maria Letizia Gorga
Maria Letizia Gorga (Roma, 23 luglio 1966) è un'attrice italiana.

## Biografia
Diplomata nel 1990 alla Scuola Internazionale dell'Attore di Alessandro Fersen. Laureata con lode in Lettere Moderne all'Università degli Studi di Roma "La Sapienza". Ha studiato arti sceniche alla Scuola d'arti drammatiche di Mosca con Anatoly Vasiliev. È stata una delle insegnanti di recitazione e dizione di Artès, scuola diretta da Enrico Brignano.

## Teatro
- Ciascuno a suo modo di Luigi Pirandello regia di Anatoly Vasiliev
- La gatta Cenerentola di Roberto De Simone
- Don Giovanni di Maurizio Scaparro
- Memorie di Adriano di Maurizio Scaparro
- L'opera da tre soldi di Bertold Brecht regia di Tato Russo
- Contadini del Sud di Rocco Scotellaro e Amelia Rosselli regia di Ulderico Pesce
- Avec le temps Dalida  di Pino Ammendola
- La cantata dei pastori di Peppe Barra
- Cena a sorpresa di Neil Simon regia di Giovanni Lombardo Radice
- Caligola di Albert Camus regia di Pino Micol
- Uscirò dalla tua vita in Taxi regia di Pino Ammendola
- Musicanti il musical con le canzoni di Pino Daniele (Ingenius)
- Il folle volo, l'ultima notte di Amelia Rosselli scritto e diretto da U.Pesce

## Filmografia

### Cinema
- Stregati dalla luna regia di Pino Ammendola e Nicola Pistoia (2001)
- La rivincita, regia di Armenia Balducci (2002)
- Signora regia di Francesco Laudadio (2004)
- Avec le temps Dalida  regia di Pino Ammendola (2008)
- Passannante, regia di Sergio Colabona (2011)
- Youth - La giovinezza regia di Paolo Sorrentino (2015)
- Eravamo bambini, regia di Marco Martani (2024)

### Televisione
- Provaci ancora prof! - serie televisiva del 2008
- Un medico in famiglia - serie televisiva del 2006
- Il bello delle donne - serie televisiva del 2001
- Una donna per amico - serie televisiva del 1998
- Un bacio nel buio - TV movie del 1999
- Caterina e le sue figlie - serie televisiva del 2005
- Il coraggio di Angela - serie televisiva del 2008
- Rodolfo Valentino - La leggenda - serie televisiva del 2014
- Furore - serie televisiva del 2014
- L'onore e il rispetto - Ultimo capitolo - serie televisiva del 2017
- Il bello delle donne... alcuni anni dopo - serie televisiva del 2017
- Furore 2 - serie televisiva del 2018
- Màkari – serie TV, episodio 3x02 (2024)

## Discografia
- Viaggio intimo con Mercedes Sosa
- Youth - La Giovinezza / O.S.T.